# MOVIE9 1/2
「MOVIE9 1/2」（ムービー9 1/2）は、日本のロックバンド、ユニコーンのビデオクリップ集

## 解説
- DVD化するにあたり、「MOVIE2 1/2」「MOVIE5 1/2」をひとつにまとめ、さらに未商品化だったPVを加えたいわば「完全版」。

## 収録曲
MOVIE2 1/2 収録
1. I'M A LOSER
2. ペケペケ
3. 大迷惑
4. デーゲーム/坂上二郎とユニコーン
5. パパは金持ち
6. 君達は天使

MOVIE5 1/2 収録
1. 働く男
2. 命果てるまで
3. ブルース
4. ヒゲとボイン
5. ニッポンへ行くの巻
6. 雪が降る町
7. すばらしい日々

追加映像
1. スタッフリスト2 1/2 (ペケペケメイキング)
2. スタッフリスト5 1/2
3. Maybe Blue
「MOVIE8 THE ANOTHER SIDE OF LIVE」にて初商品化。
4. Concrete Jungle〜Hystery Mystery
初商品化。メドレー式のショートPV。
5. Pink Prisoner
初商品化。